# Dékány István (filozófus)
Dékány István (Kecskemét, 1886. április 30. – Cegléd, 1965. november 20.) magyar filozófiai és szociológiai író. Az MTA levelező tagja.

## Életpályája
Budapesten, Jénában és Londonban végzett egyetemi tanulmányai után 1911-től Erzsébetvároson, 1913-tól Nagyszebenben volt középiskolai tanár, 1918-tól Kolozsvárt működött, ahol 1919-ben jelent meg A történelem elmélete és filozófiája (Bevezetés az interpszichikai megismerés elméletébe) c. munkája. 1920-ban a történelemelmélet magántanárává habilitálták Kolozsvárott, 1922-ben a budapesti egyetemen a történetfilozófia magántanárává habilitálták, 1922-től Budapesten tanított.
Tanulmányaiban és könyveiben a történelemfilozófia, társadalomlélektan, politikatudomány, földrajz és szociográfia, jellemtan, közvéleményformálás és neveléstudomány kérdéseit egy minden radikalizmust elítélő polgári szabadelvűség, majd egyre inkább a szellemtudományi irányzat szempontjából ítélte meg.
1922-ben választották be a Magyar Tudományos Akadémia levelező tagjai sorába, 1949-ben tanácskozó taggá minősítették, 1989-ben helyreállították levelező tagságát.
"valahol Cegléd környékén dekkolta végig az életét." (Saád József megjegyzése: https://www.facebook.com/istvan.margocsy/posts/pfbid0XTwh314NWqdiHPT6RXQ9kyXQxrUh4EH7RgtHRMCXstPJ6FiRFrLjfK9FWDaKkzSDl?comment_id=1165332728143753 )

## Kötetei
- Bevezetés az interpszichikai megismerés elméletébe – Kolozsvár, 1919.
- A kultúrpolitikai állam eszméjének kialakulása – (Fejezet egy államfilozófiához.) – Budapest, 1919. 22 o.
- Társadalomalkotó erők – Bevezetés a társadalomelméletbe – A szerző kiadása, Budapest, 1920. 336 o.
- A társadalmi felemelkedés problémája – (Ismeretszociológia és társadalombölcselet.) – Budapest, 1922. 36 o.
- Geografia és szociografia – Budapest, 1922. 15 o.
- Államszociológiai dolgozatok 1. Társadalmi normák – Budapest, 1923. 30 o.
- Bevezetés a társadalom lélektanába – Szociálpszichológia –Danubius Kiadás, Pécs/ Budapest, 1923. 119 o.
- A történettudomány módszertana  – Budapest, 1925 (A Magyar Történettudomány Kézikönyve)
- Tudományelméleti alapok a társadalomtudományokban - Budapest, 1926.
- A társadalmi szervezés értéke – Társadalomtudomány, 1930. 55 o.
- A társadalomfilozófia alapfogalmai – Magyar Tudományos Akadémia, Budapest, 1933. 315 o.
- Város és falu szociológiai szempontból – Budapest, 1935. 32 o.
- A történelmi kultúra útja – Középiskolai történelemtanításhoz – Országos Középiskolai Tanáregyesület, Budapest, 1936. 198 o.
- Pedagógiai elvek – Bevezetés a nevelői gondolkodásba – Országos Középiskolai Tanáregyesület, Budapest, 1936. 98 o.
- A szociológus felelőssége – Társadalomtudomány, 1937. évi 3-5 szám, 20 o.
- A társadalom természete és a szociálpolitika négy típusa – Szeged, 1937. 25 o.
- A magyarság lelki arca – Athenrum, Budapest, 1942. 263 p.
- A mai társadalom. Bevezetés a társadalomtudományokba – Panheton Kiadás,  Budapest, 1943. 388 o.
- Szociológiai műszótár – Panheton Kiadás, Budapest, 1944. 103 o.

## Cikkei
- Tudományelméleti alapok a társadalomtudományokban - MTA, Budapest, 1926

## Társasági tagság
- Magyar Filozófiai Társaság főtitkára, majd alelnöke
- Magyar Társadalomtudományi Társulat elnöke (1931–40)